# Jeeyara, Heggadadevankote
Jeeyara là một làng thuộc tehsil Heggadadevankote, huyện Mysore, bang Karnataka, Ấn Độ.